# 기능 요구사항
소프트웨어 공학과 시스템 공학에서 기능 요구사항(Functional requirement)은 시스템 또는 그 구성 요소의 기능을 정의하며, 이 기능은 입력과 출력 사이의 동작에 대한 요약(또는 명세나 진술)으로 기술된다.
기능 요구사항에는 계산, 기술적 세부사항, 데이터 조작 및 처리, 그리고 시스템이 수행해야 할 기타 특정 기능이 포함될 수 있다. 동작 요구사항은 시스템이 기능 요구사항을 사용하는 모든 경우를 설명하며, 이는 유스 케이스에 기록된다. 기능 요구사항은 "품질 요구사항"으로도 알려진 비기능 요구사항에 의해 뒷받침되며, 이는 설계 또는 구현에 제약(예: 성능 요구사항, 보안 또는 신뢰성)을 가한다. 일반적으로 기능 요구사항은 "시스템은 <요구사항>을 수행해야 한다"는 형식으로 표현되는 반면, 비기능 요구사항은 "시스템은 <요구사항>이 되어야 한다"는 형식을 취한다. 기능 요구사항 구현 계획은 시스템 설계에 상세히 기술되고, 비기능 요구사항은 시스템 아키텍처에 상세히 기술된다.
요구공학에서 정의된 바와 같이, 기능 요구사항은 시스템의 특정 결과를 명시한다. 이는 비용 및 신뢰성과 같은 전반적인 특성을 명시하는 비기능 요구사항과 대조된다. 기능 요구사항은 시스템의 애플리케이션 아키텍처를 주도하는 반면, 비기능 요구사항은 시스템의 기술 아키텍처를 주도한다.
어떤 경우에는 요구사항 분석가가 기능 요구사항 집합을 수집하고 검증한 후 유스 케이스를 생성한다. 기능 요구사항 수집 및 변경의 계층은 광범위하게 말하면 다음과 같다: 사용자/이해관계자 요청 → 분석 → 유스 케이스 → 통합. 이해관계자는 요청을 하고, 시스템 엔지니어는 요구사항의 측면을 논의하고 관찰하며 이해하려고 시도하고, 유스 케이스, 개체 관계 다이어그램 및 기타 모델이 요구사항을 검증하기 위해 구축되며, 문서화되고 승인되면 요구사항이 구현/통합된다. 각 유스 케이스는 하나 이상의 기능 요구사항을 통해 동작 시나리오를 보여준다. 그러나 분석가는 종종 유스 케이스 집합을 도출하는 것으로 시작하며, 이를 통해 분석가는 사용자가 각 유스 케이스를 수행할 수 있도록 구현해야 하는 기능 요구사항을 도출할 수 있다.

## 과정
일반적인 기능 요구사항은 고유한 이름과 번호, 간략한 요약 및 근거를 포함한다. 이 정보는 독자가 요구사항이 왜 필요한지 이해하고 시스템 개발 과정에서 요구사항을 추적하는 데 도움이 된다. 요구사항의 핵심은 명확하고 읽기 쉬워야 하는 필수 동작에 대한 설명이다. 설명된 동작은 조직 또는 비즈니스 규칙에서 비롯될 수도 있고, 사용자, 이해관계자 및 조직 내 다른 전문가와의 도출 세션을 통해 발견될 수도 있다. 많은 요구사항이 유스 케이스 개발 중에 발견될 수 있다. 이 경우 요구사항 분석가는 이름과 요약을 포함하는 임시 요구사항을 생성하고, 나중에 더 잘 알려지면 채워질 세부 사항을 연구할 수 있다.

## 같이 보기
- 함수 (컴퓨터 과학)
- 기능 (공학)
- 함수
- 기능 점수
- 기능 분해
- 기능 설계
- 기능 모델
- 관심사 분리
- 소프트웨어 크기 측정